# Rock cômico
Comedy rock, também conhecido por rock cômico, é um gênero musical que mistura o som do rock and roll com sátiras e outras formas de comédia. Frequentemente consiste em regravações de músicas famosas, com modificações em suas letras e/ou melodia, mas músicas originais também são comuns. Os precursores desse gênero foram Frank Zappa, Stan Freberg e Sheb Wooley.
No Brasil, uma banda que usou e abusou do rock cômico foi o Mamonas Assassinas, não só se apropriando de piadas em suas letras, como também satirizando outros gêneros musicais. Outras bandas de rock cômico bastante conhecidas no país são o Massacration e o Pedra Letícia.

## Rockonanista
Rock onanista é um subgênero do rock cômico que mistura o som do rock and roll com a temática onanista.
Conforme sugere um artigo do jornal Folha de S.Paulo, este gênero musical é creditado à banda Mamonas Assassinas, que abriram espaço nas rádios brasileiras para músicas cujas letras falam sobre sexo.

### Bandas com a temática onanista
- Pedra Letícia
- Os Ostras
- Rogério Skylab
- Os Cascavelletes
- Lagoa 66
- Baba Cósmica
- Maria do Relento
- Velhas Virgens
- Mamonas Assassinas
- Raimundos
- Virna Lisi[5]
- P.U.S.[6]
- U.D.R 666
- Ultraje a Rigor